# Lukoil
Publitjnoje Aktsionernoje Obsjtjestvo Lukojl (ryska: Публичное Акционерное Общество Лукойл) är ett av de största ryska oljebolagen med bensinstationer i Ryssland, i Finland genom dotterföretaget Teboil samt i länder i Östeuropa. 
År 2004 förvärvade det amerikanska oljebolaget ConocoPhillips en minoritetsandel i Lukoil, vilket ledde till att Jet-stationerna i Belgien, Finland, Polen, Tjeckien och Slovakien avyttrades till Lukoil. Stationerna i Finland skyltades om till Teboil.
Lukoil kontrolleras av den azerisk-ryske oligarken Vahid Äläkbärov, som 2017 ägde 23,13 procent av företaget.

## Bildgalleri

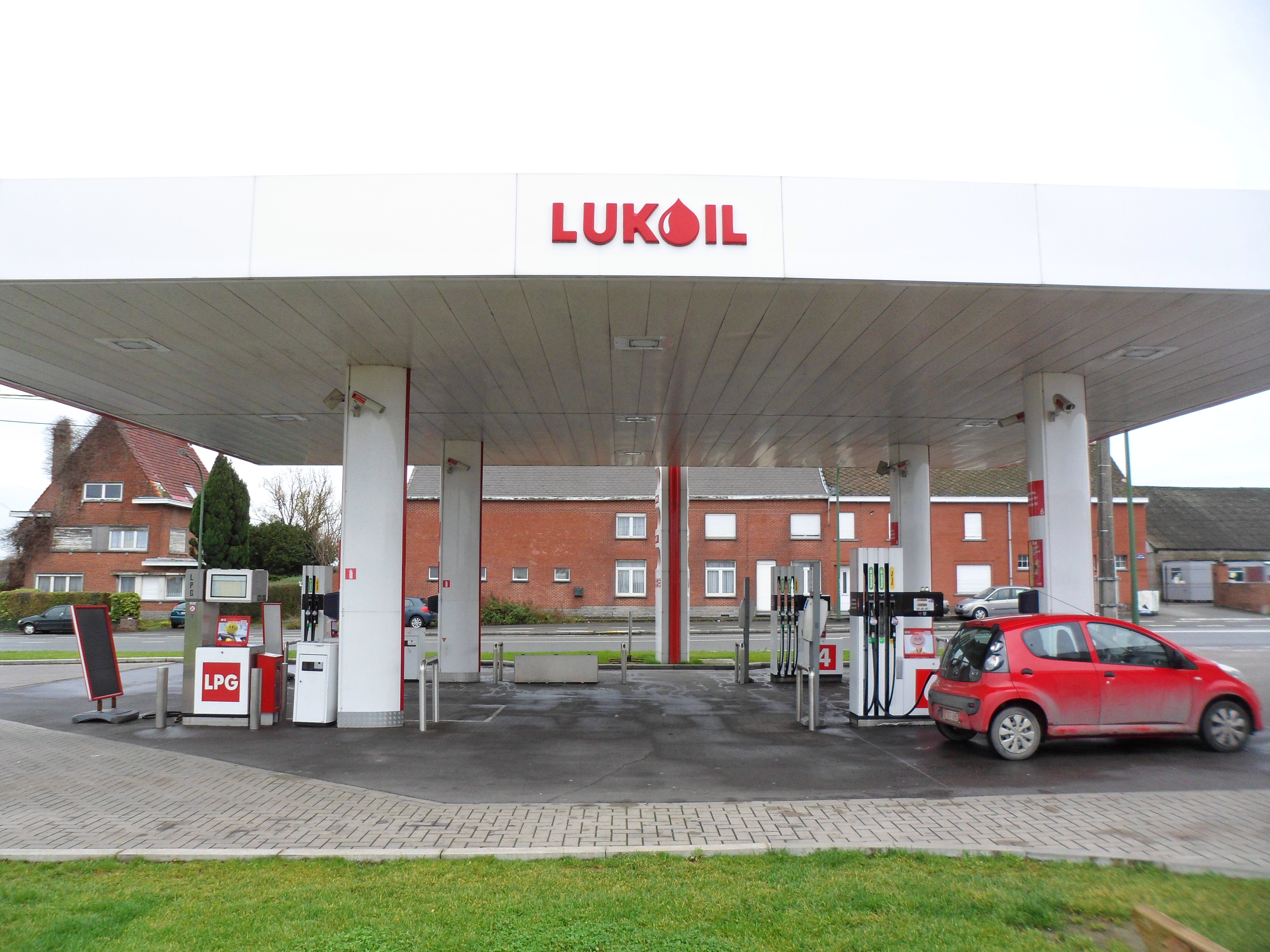
Bensinstation i Lessines i Belgien.
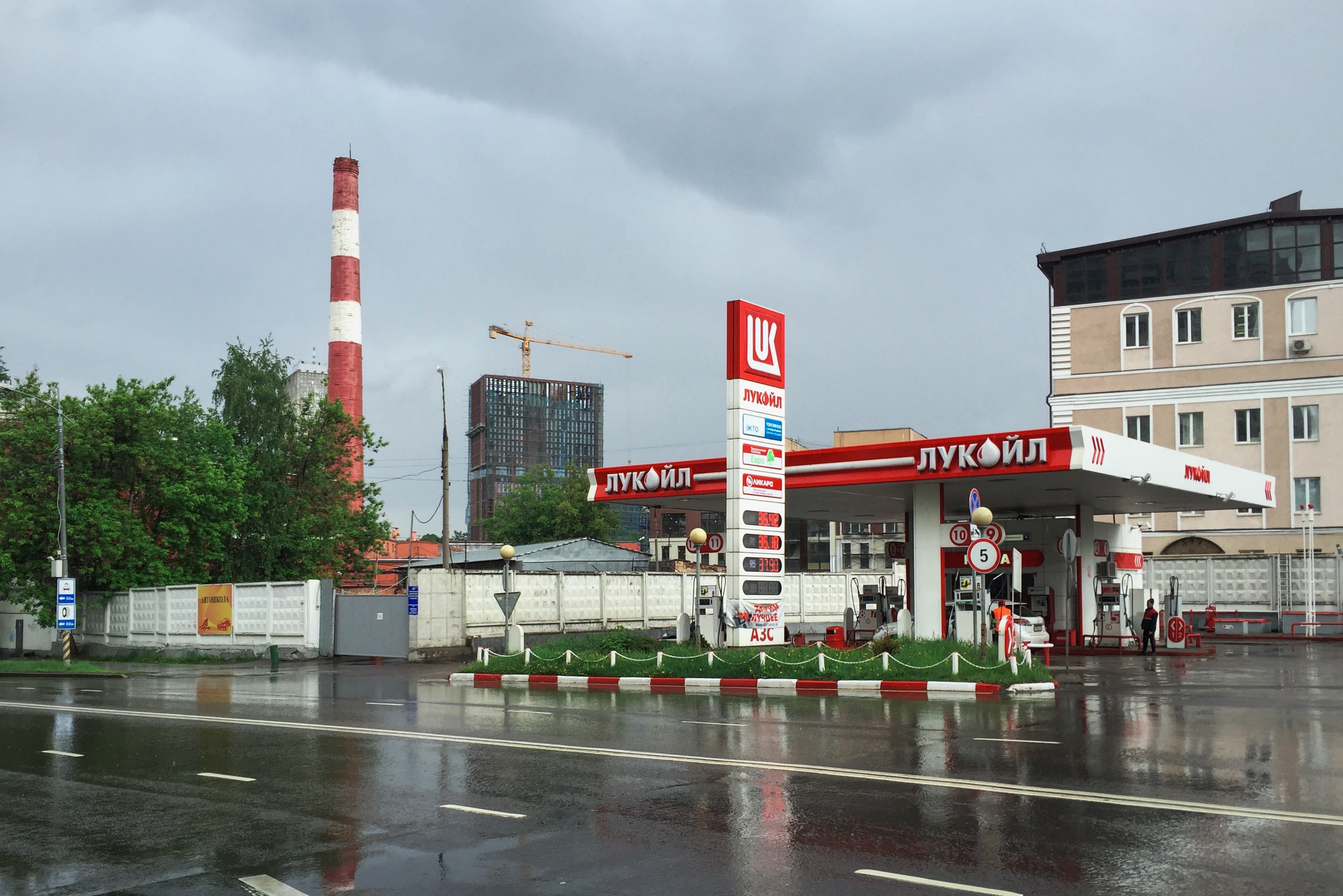
Bensinstation i Moskva i Ryssland.
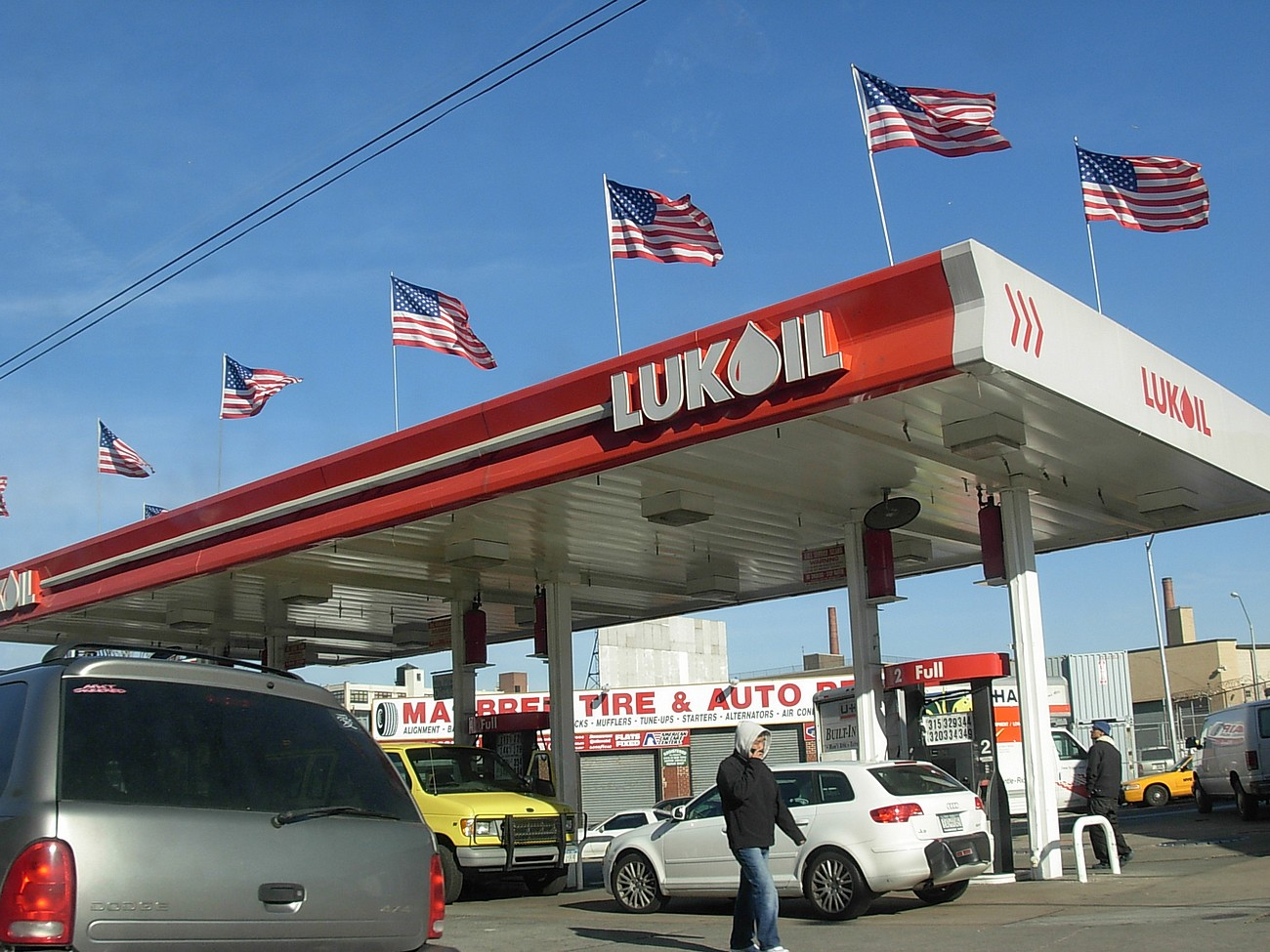
Bensinstation i New York, New York i USA.
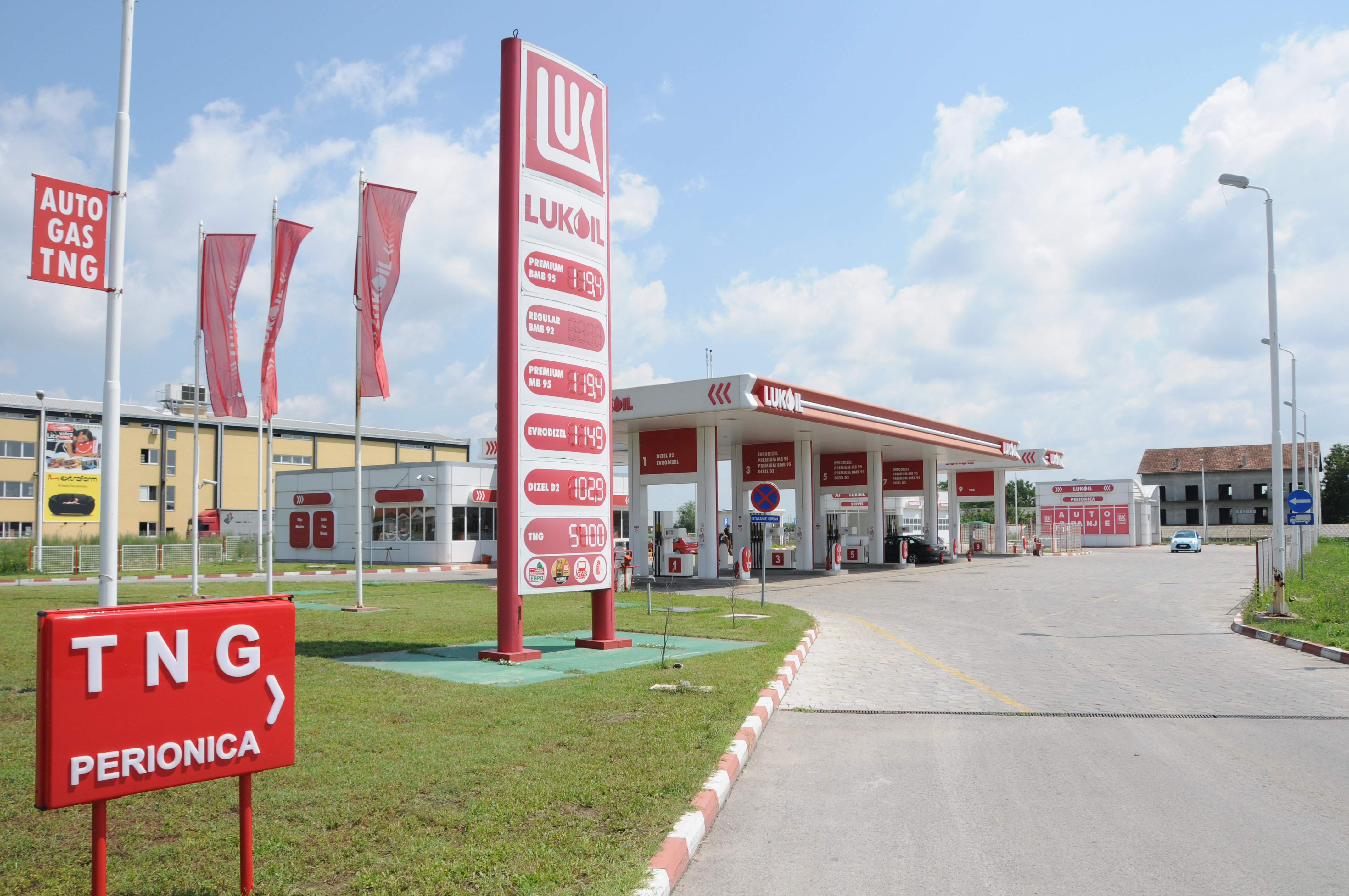
Bensinstation i Novi Sad i Serbien.